# Urbán-Nagy Róbert
Urbán-Nagy Róbert  (Eger, 1972. augusztus 17. –) operaénekes, tenor.
Operákban énekel, zenés darabokban énekes-színészi feladatokat lát el, operettek bonviván szerepeit játssza, szólistaként oratóriumokban és koncerteken közreműködik.
Énektanulmányait egyházzenei előtanulmányok után Budapesten végezte a Bartók Béla Zeneművészeti Szakközépiskola és Gimnázium és a Zeneakadémia növendékeként.
1998-tól 2004-ig magánénekesként a debreceni Csokonai Nemzeti Színház társulatának tagja volt. 2000-től vendégművészként foglalkoztatják az ország zenés színházaiban és külföldön. Magyarország összes operaszínpadán megfordult. 
2002-től szabadúszó művész. Vendégszerepelt a Pécsi Nemzeti Színházban, a Szegedi Nemzeti Színházban, a Miskolci Nemzeti Színházban, a Miskolci Nemzetközi Operafesztiválon, a Magyar Állami Operaházban, a kaposvári Csiky Gergely Színházban, a szolnoki Szigligeti Színházban, a Soproni Petőfi Színházban, a budapesti Turay Ida Színházban, a kassai Thália Színházban és a Kalocsai Színházban. Európai turnékon vendégszerepelt Olaszországban, Hollandiában, Franciaországban, Svájcban, Csehországban, Lengyelországban, Horvátországban, Ausztriában.
2004 és 2005 között a Hans Richter által vezényelt Prágai Szimfonikusok koncertjeinek tenor szólistája Németországban, Svájcban és Csehországban. 2006 és 2010 között a magyar Interoperett szólistája.
2013-tól az Egyesült Királyságban tevékenykedik. A Caerleon Arts Festival vendégművésze, a Blaenavon Male Choir szólistája és a Bristol Opera tagja, miközben a Csokonai Színház immár 15 éve visszatérő vendégművésze. 2014-től a Tenuto nevű nemzetközi énekegyüttes szólistája.

## Főbb szerepei
- Mozart: A varázsfuvola - Tamino
- Mozart:Szöktetés a szerájból - Belmonte
- Mozart: Così fan tutte - Ferrando
- Mozart: Figaro házassága - Basilio
- Cimarosa: A titkos házasság - Paolino
- Rossini: Hamupipőke - Ramiro
- Donizetti: Lammermoori Lucia - Arturo
- Offenbach: Hoffmann meséi - Hoffmann
- Offenbach: Kékszakáll - Saphir herceg
- Poldini Ede: Farsangi lakodalom - Kálmán diák
- Verdi: Simon Boccanegra - G. Adorno
- Verdi: Nabucco - Ismael
- Erkel Ferenc: Hunyadi László - címszerep
- Erkel Ferenc: Bánk bán - címszerep
- Wagner: A bolygó Hollandi -Erik
- Puccini: Turandot - Pong
- P. M. Davies: Resurrection - igazgató
- David Selwyn: Beauty and the Beast - Apa
- Farkas Ferenc.:A bűvös szekrény - asztalosmester
- Szőnyi Erzsébet: Az igazmondó juhász - Juhász
- Csajkovszkij: Anyegin - Lenszkij
- Strauss: A denevér - Eisenstein
- Strauss: Egy éj Velencében - Guido
- Strauss: Egy éj Velencében - Caramello
- Lehár: A víg özvegy -Rosillon
- Kálmán Imre: Csárdáskirálynő - Edvin
- Kálmán Imre: Marica grófnő - Tassilo
- Kálmán Imre: A cirkuszhercegnő - Mr X
- Ábrahám Pál: Bál a Savoyban - Henry
- Huszka Jenő: Lili bárónő - Illésházy gróf

## Díjai
- 1999 – Neményi Lili-díj
- 2001 – Nívó-díj
- 2014 - Rose Bowl Award

## Külső hivatkozások
- Személyes oldal Archiválva 2013. március 29-i dátummal a Wayback Machine-ben
- Port.hu
- Bristol Opera
- Csokonai Nemzeti Színház Archiválva 2014. május 6-i dátummal a Wayback Machine-ben
- Caerleon Arts Festival
- Tenuto International Singing Group